# Tembesi
Tembesi is een bestuurslaag in het regentschap Batam van de provincie Riau-archipel, Indonesië. Tembesi telt 27.462 inwoners (volkstelling 2010).